# FMフェスティバル
FMフェスティバル（エフエムフェスティバル）は、全国FM放送協議会（JFN）の加盟全局で毎年同時ネットワークで実施される特別番組のイベントである。

## 概要
1972年にエフエム東京（TOKYO FM）とエフエム愛知（FM AICHI）、エフエム大阪（FM大阪）、エフエム福岡（FM FUKUOKA）といったJFNの先発局4局により開催。以後、JFNの加盟局が毎年テーマを決め、パーソナリティーやアーティストと賛同するイベント番組。
毎年あるテーマに沿って歌手やリスナーから寄せられたメッセージを紹介したり、また歌手の楽曲を放送するものである。FMフェスティバルでは毎年、1つの企業が特別協賛（年によっては特別協賛がない場合あり）としてJFN各局と手を組んでいる。キャッチコピーは毎年1回のラジオの祭典である。FM横浜開局以前は民放FM全局がJFN加盟であったため「民放FMのラジオの祭典」という位置付けであったが、それ以降は「全国FM放送協議会加盟局全局で放送しています」といった案内の仕方をしていた。
一時期、番組タイトルが1987年は「FM音楽共和国」、1988年は「FMリクエスト'89」に変えたが、1990年からは「FMフェスティバル」に戻している。

## 放送日時
放送日は、1986年から1991年は10月10日（当時の体育の日）に放送されたが、1992年からは原則として11月3日（文化の日）に放送されるが、その日が日曜と重なる場合には11月4日（振替休日、2013年・2019年・2024年）、土曜と重なる場合には11月23日（勤労感謝の日、2012年・2018年）に放送日が変更となる。これは、編成上の都合（土曜・日曜は当該時間帯の15時台から17時台にTOKYO FM制作のJFNフルネット番組が編成されているため）に伴うためである。なお、2010年度は2011年2月11日に放送日が変更となっていた。
放送時間は1992年以前は放送時間の変動が激しく、1993年から2000年代までは15時 - 21時（日本標準時）の6時間に放送され、その後、2012年までは15時 - 18時の3時間に短縮され、2013年以降は16時 - 19時（2022年を除く）となっている。なお、2022年は14時 - 17時（HFMのみ16時 - 19時、後述参照）に放送された。また、「未来授業」をテーマにした2012年 - 2014年には一部講師の講義が前述の放送日と同じ週の土曜22時 - 22時55分に放送されたことがあった。

## 各回の放送概要
2020年から音楽祭としてのイベントに回帰するとともに（ただし、かつて行われた音楽賞のコンテスト・表彰制度は復活していない）、協賛スポンサーの下、1人のアーティストを中心とした特集番組として放送している。
2020年度は第1期JFN4局の開局50周年を記念し、FMフェスティバル開催、しいてはFM放送の原点ともなった音楽祭のイベントに10年ぶりに回帰し、楽天カード株式会社の特別協賛を得て、同年11月3日16時 - 19時に「楽天カードPresents FM FESTIVAL 2020 MUSIC CHRONICLE ～竹内まりやと辿る音楽の50年（らくてんカードプレゼンツ・エフエムフェスティバル2020　ミュージッククロニクル　たけうちまりやとたどるおんがくの50ねん）」をテーマに、竹内まりやと坂上みきをMC、山下達郎を特別ゲストに迎え、日本の民間FMラジオ放送開局から50年の日本の邦楽・洋楽の歴史を中心軸に振り返る生放送を行った。なおこの年からInterFM897がJFNの特別加盟局として加盟したが、同局では生放送は実施しない。
2021年も「FM FESTIVAL 2021 竹内まりやのRADIO TURN TABLE presented by 楽天カード」（FMフェスティバル2021 たけうちまりやのレィディオ・ターンテーブル プレゼンテッド・バイ・らくてんカード）をテーマに、スタジオでの非公開生放送で11月3日16時 - 19時に生放送された。今回は前回に引き続き担当する竹内と住吉美紀がMC、山下がゲストという体裁で、アナログレコードをフィーチャーする。題材にしたアナログレコードに関しては、毎年11月3日がレコード業界の団体が制定した「レコードの日」であり、MCの竹内がそのアンバサダーを務めていること、また、竹内自身も過去のアルバムのアナログ盤をリマスター発売することに絡めている。生放送終了後にAuDee（オーディー）を使って、竹内がゲストコーナーの事前収録後にアフタートークを収録した「AFTER FM FESTIVAL2021」を12月3日まで配信されている。
2022年は「FM FESTIVAL 2022 ～原 由子のGood Times Radio～ときどき(!?) 何処かで桑田佳祐 presented by Spotify」（FMフェスティバル2022 はらゆうこのグッド・タイムス・レディオ〜ときどきどこかでくわたけいすけ サポーテッド・バイ・スポティファイ）をテーマに、スタジオでの非公開放送で11月3日14時 - 17時に放送。今回は「MOTHER」以来31年ぶりのオリジナルアルバム「婦人の肖像 (Portrait of a Lady)」を10月19日にリリースした原由子をメインパーソナリティとし、亀田誠治・住吉美紀とともに原のソロ活動に焦点をあてた3時間のスペシャル番組として放送された。サブタイトルである「ときどき(!?) 何処かで桑田佳祐」は「悲しい気持ち (JUST A MAN IN LOVE)」でソロデビューしてから10月6日で35周年となった桑田佳祐のことであり、桑田のソロワークスについても掘り下げるため。なお、これまで全局同時生放送であったが『福山城築城400年記念協賛事業 広島FM開局40周年 HFMホリデイカーニバル in 福山』（11時30分 - 15時55分）を優先する広島エフエム放送のみ、例年同様の16時 - 19時の放送となる。
2023年は11月3日の16時 - 19時に『FM FESTIVAL 2023 サザンオールスターズ デビュー45周年！「サザンとわたし」 スペシャル』（FMフェスティバル2023 サザンオールスターズ デビュー45しゅうねん サザンとわたし スペシャル）としてJFN38局ネットで放送。昨年に続き進行役を住吉が担当、桑田がロングインタビューにとして出演し、今夏にリリースした楽曲『盆ギリ恋歌』『歌えニッポンの空』『Relay〜杜の詩』や、「茅ヶ崎ライブ2023」の話題、サザンデビュー45周年を迎えた想いについてトークする形で放送。このほか番組内ではJFNの各番組のパーソナリティや、原も随時メッセージを交えてコメント出演した。
2024年は11月4日（文化の日、振替休日）の16時 - 19時に、当フェスティバルとしては3年ぶりに竹内まりやをメインパーソナリティ、住吉美紀をパートナーに迎え、「竹内まりや 45th Anniversary Special～まりやとわたしのPrecious Words～」をテーマにJFN38局ネットで放送。今回は2024年に歌手活動45周年を迎えた竹内のアルバム『Precious Days』の発売にも絡ませて、竹内の楽曲を中心に、リスナーから寄せられた様々なアーティストの歌詞に込められたメッセージが読み解かれた。